# Günter Poser
Günter Poser (Berlijn, 23 september 1916 - Golf van Biskaje, 2 juli 1943), was een U-bootcommandant van de U 59 en vervolgens kapitein-luitenant-ter-zee (Kapitänleutnant) van de U 202, bij de Kriegsmarine tijdens de Tweede Wereldoorlog.

## Zijn loopbaan
Günter Poser behaalde pas zijn rang als kapitein-luitenant-ter-zee op 1 februari 1943. Hij had eerst het bevel over de U 59, vanaf december 1941 tot 15 juli 1942, waarmee hij geen oorlogspatrouilles uitvoerde.  Vervolgens kreeg hij het bevel over de U 202 op 2 september 1942 waarmee hij drie patrouilles voerde. Hij vertrok vanuit Brest, Frankrijk, vanaf 6 september 1942 voor zijn eerste daadwerkelijke oorlogspatrouille tot hij weer aankwam in Brest op 25 oktober 1942, maar eerst kreeg Poser een heel andere geheime opdracht.

## Overbrenging van saboteurs naar de Verenigde Staten
De U 202 vertrok vanuit Brest voor een speciale opdrachtpatrouille op 27 mei 1942. Op 12 juni, na de Atlantische overtocht, waar ze overdag onder water voerden en ’s nachts boven water, dropte Poser een saboteursteam van vier man op Long Island, Verenigde Staten. Dit was een van de twee dergelijke saboteursteams die gedropt werden binnen een week op de Oostkust van de Verenigde Staten. Het andere team kwam van boord van de U 584. Ze waren de eersten van vele van deze geplande acties. De U 202 keerde veilig terug naar Brest op 25 juli 1942. Poser vertrok vanuit Brest, vanaf 6 september 1942 voor zijn eerste oorlogspatrouille die 50 dagen zou duren tot hij weer aankwam in Brest op 25 oktober 1942, maar die niet zonder problemen verliep.  
Op 8 september 1942 toen de U 202 uitvoer in de Golf van Biskaje werd de U-boot aangevallen door Britse vliegtuigen en beschadigden slechts twee torpedo’s maar de U-boot kon zijn patrouille verder zetten. Alhoewel de U 202 een grote tanker, die vanuit Trinidad kwam, aanviel, werd de U-boot zelf aangevallen op 29 september, door dieptebommen van geallieerde vliegtuigen. De explosies beschadigden de luchtcompressor die een strikte beperking van zijn duikvermogen teweegbracht. Hij volbracht zijn patrouille verder en deed twee schepen zinken vooraleer hij terugkeerde naar zijn basis in Frankrijk. Daarin had Poser een succes geboekt door het Nederlandse schip “Achilles” van 1.815 ton op 1 oktober tot zinken te brengen en op 7 oktober het Amerikaanse schip “John Carter Rose” van 7.191 ton te beschadigen. Hij vertrok op 12 januari 1943 vanuit Brest voor zijn volgende patrouille van 74 dagen waarop hij op 23 februari vier vrachtvaarders trof waarvan er drie beschadigd werden, o.a. de Britse schepen ”British Fortitude” van 8.482 ton, de “Empire Norseman” van 9.811 ton en het Nederlandse schip “Murena” van 8.252 ton. Het vierde schip, een Amerikaanse tanker, “Esso Baton Rouge” van 7.989 ton, bracht Poser tot zinken. Op 29 april 1943 vertrok hij voor de laatste maal vanuit Brest voor zijn patrouille die maar 35 dagen duurde en helaas voor hem en zijn bemanning de laatste werd.

## Het noodlot
Op 2 juni 1943 onderschepte het Britse smaldeel van Frederick Johnnie Walker in de Golf van Biskaje drie grote U-boten die aan de oppervlakte voerden. Ze probeerden tevergeefs door diep onderduiken aan de groep van Walker te ontkomen. Maar de boot ging té diep en kreeg water binnen door de enorme buitendruk van de zee. Poser moest opstijgen om de boot en zijn mannen nog te redden. De eerste U-boot die op 2 juni door dieptebommen en kanonvuur tot zinken werd gebracht was de U 202 van Günter Poser. 18 matrozen kwamen om het leven waaronder Poser, maar 30 van zijn mannen konden nog gered worden door de Britten. Vervolgens ging op 24 juni de U 119 van Horst-Tessen von Kameka ten onder na met dieptebommen bestookt en ten slotte te zijn geramd. De derde boot, de U 449 van Hermann Otto werd door Walkers toedoen op dezelfde dag tot zinken gebracht.

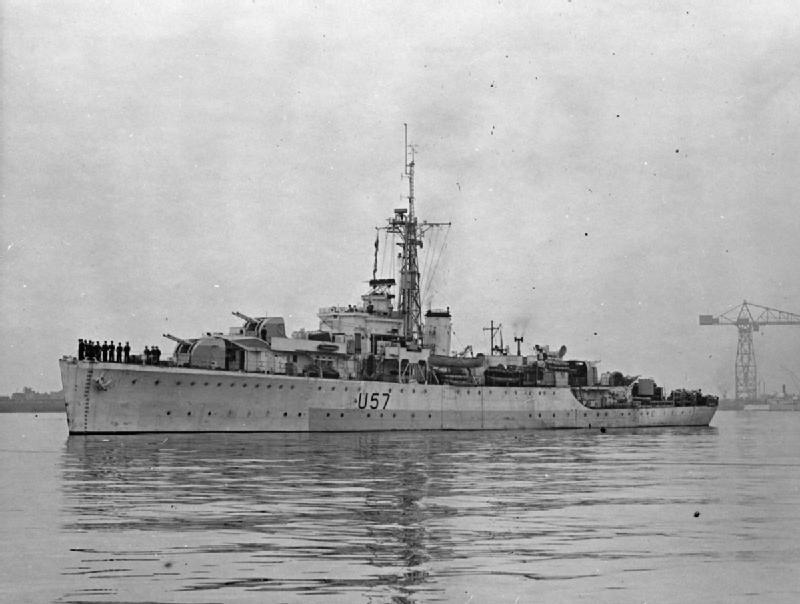
De HMS Black Swan heeft de U 202 tot zinken gebracht bij Kaap Vaarwel.

## Militaire loopbaan
- Offiziersanwärter: 3 april 1936[1][2]
- Seekadett: 10 september 1936[1][2]
- Fähnrich zur See: 1 mei 1937[1]
- Oberfähnrich zur See: 1 juli 1938[1]
- Leutnant zur See: 1 oktober 1938[1]
- Oberleutnant zur See: 1 oktober 1940[1]
- Kapitänleutnant: 1 februari 1943[1][2]

## Wolfpack operaties
De carrière van de U-202 tijdens de Wolfpack-operaties: 
- "Rochen": (16 februari 1943 tot 25 februari 1943)
- "Tümmler": (27 februari 1943 tot 19 maart 1943)

## Successen
- Twee schepen tot zinken gebracht met een totaal van 9804 BRT brutoton
- Vier schepen beschadigd met een totaal van 33 736 BRT
- Met een totaal van schepen van 43 540 BRT

## U-bootcommando's
- U 59: December 1941 - 15 juli 1942 - Geen oorlogspatrouilles
- U 202: 2 september 1942 - 2 juni 1943 (+) - 3 patrouilles (samen 159 dagen)